# Sivry-Courtry
Pour les articles homonymes, voir Sivry et Courtry (homonymie).
Sivry-Courtry est une commune française située dans le département de Seine-et-Marne en région Île-de-France.  

## Géographie

### Localisation
La commune est située à 7,7 km au sud-est de Melun (centre-ville) et à 23 km au nord-ouest de Montereau-Fault-Yonne.
Courtry est à environ 2 km au nord-est de Sivry.

### Communes limitrophes
| Maincy        | Moisenay Blandy  | Châtillon-la-Borde   |
| Vaux-le-Pénil | Sivry-Courtry    | La Chapelle-Gauthier |
| Chartrettes   | Fontaine-le-Port | Le Châtelet-en-Brie  |

### Géologie et relief

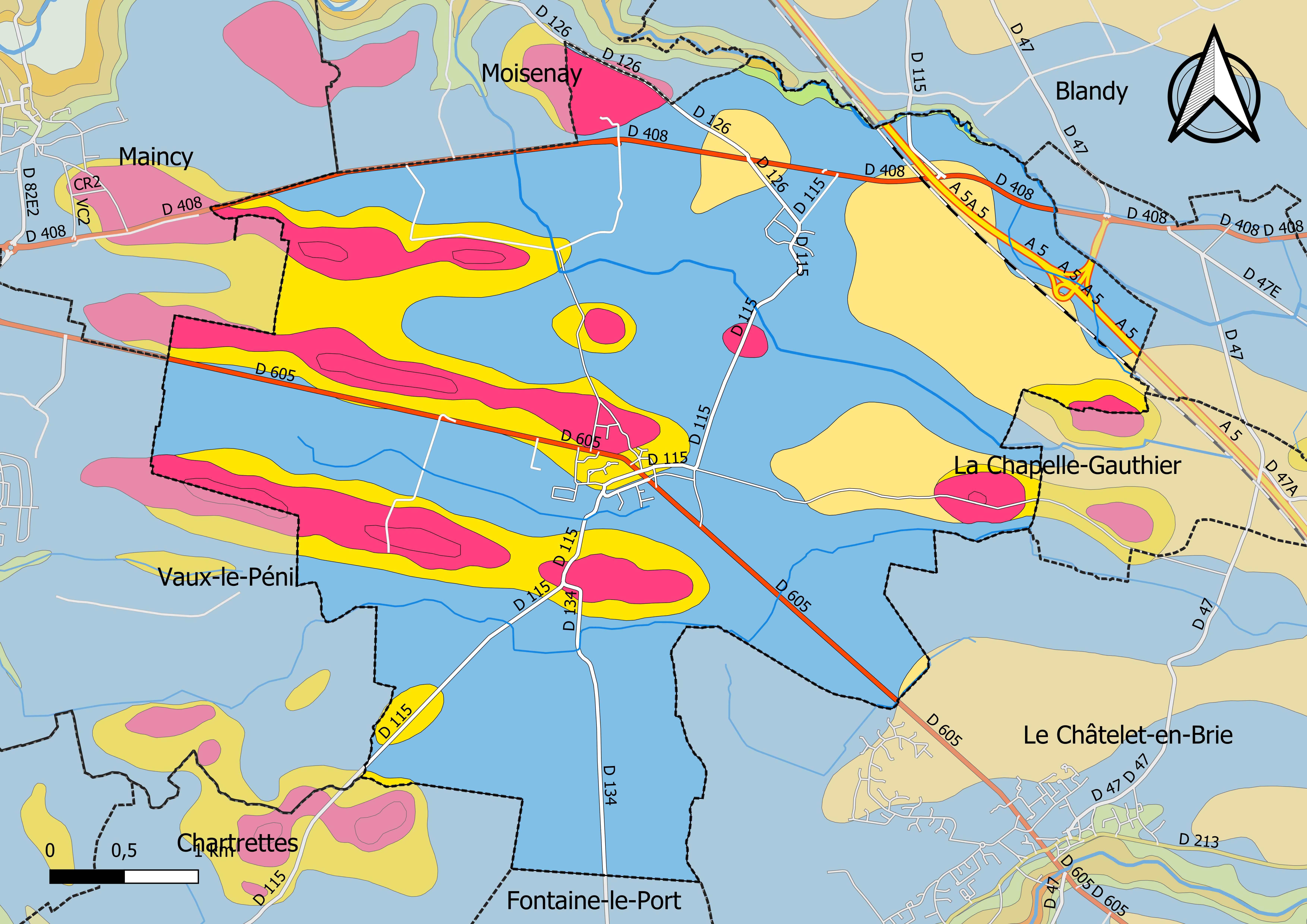
Carte géologique de la commune de Sivry-Courtry.

La commune est classée en zone de sismicité 1, correspondant à une sismicité très faible. L'altitude varie de 73 mètres à 104 mètres pour le point le plus haut, le centre du bourg se situant à environ 85 mètres d'altitude (mairie).

### Hydrographie

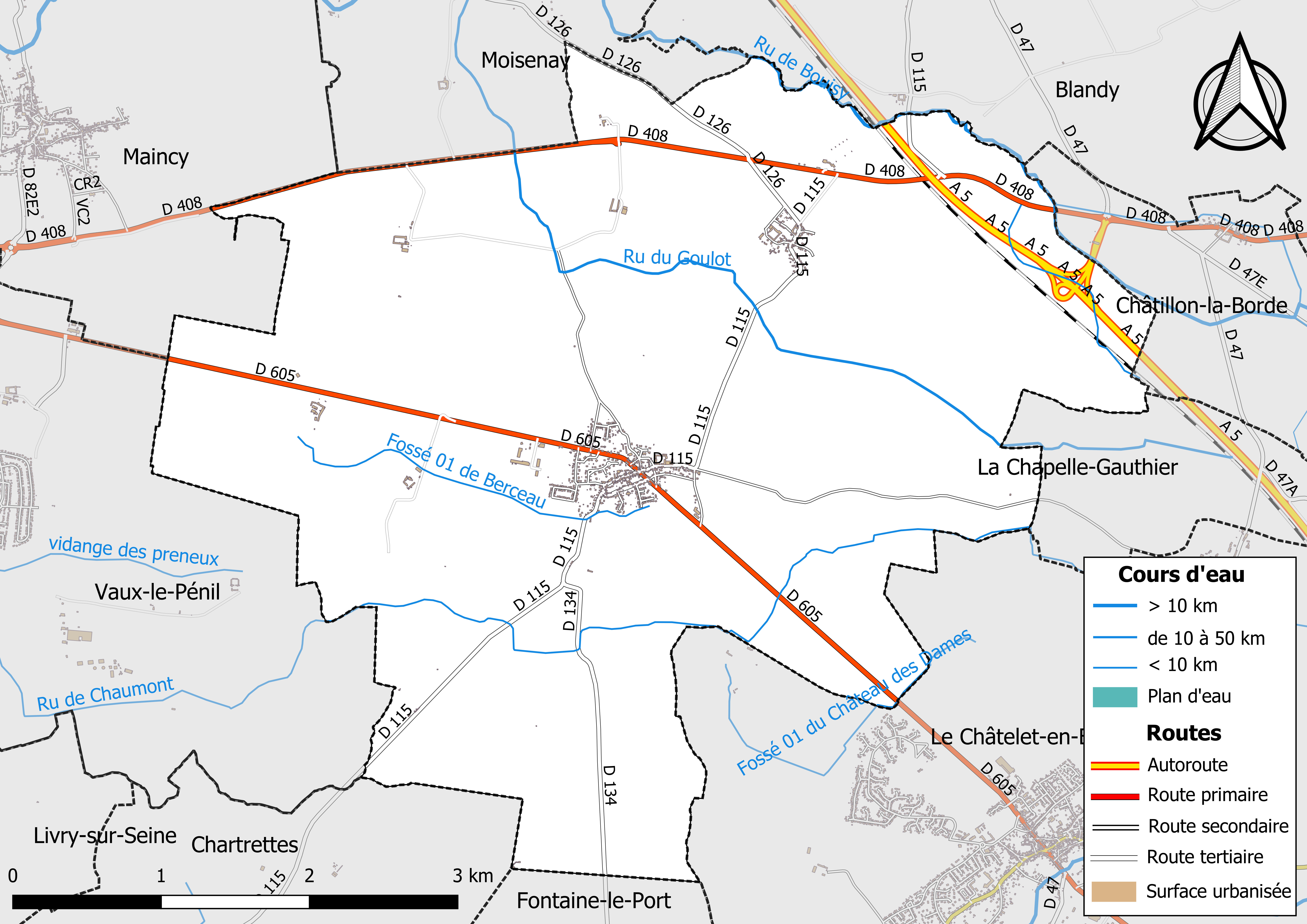
Carte des réseaux hydrographique et routier de Sivry-Courtry.

Le réseau hydrographique de la commune se compose de sept cours d'eau référencés :
- le ru de Chaumont, 14,74 km[3], affluent de la Seine ;
- le fossé 01 du Château des Dames, canal de 2,70 km[4] ;
- le ru du Goulot, 7,51 km[5], et ;
- le ru de Bouisy, 11,66 km[6], affluents de l'Almont ;
  - le bras Brétinoust, 2,11 km[7], affluent du ru de Bouisy ;
- le cours d'eau 01 du Bois de l'Ormoye, 1,70 km[8] ;
- le fossé 01 de Berceau, 2,65 km[9].

La longueur totale des cours d'eau sur la commune est de 16,23 km.

### Climat
Pour des articles plus généraux, voir Climat de l'Île-de-France et Climat de Seine-et-Marne.
En 2010, le climat de la commune est de type climat océanique dégradé des plaines du Centre et du Nord, selon une étude du CNRS s'appuyant sur une série de données couvrant la période 1971-2000. En 2020, Météo-France publie une typologie des climats de la France métropolitaine dans laquelle la commune est exposée à un climat océanique altéré et est dans une zone de transition entre les régions climatiques « Sud-ouest du bassin Parisien » et « Nord-est du bassin Parisien ».
Pour la période 1971-2000, la température annuelle moyenne est de 11 °C, avec une amplitude thermique annuelle de 15,5 °C. Le cumul annuel moyen de précipitations est de 723 mm, avec 11,7 jours de précipitations en janvier et 7,7 jours en juillet. Pour la période 1991-2020, la température moyenne annuelle observée sur la station météorologique la plus proche, située sur la commune de Montereau-sur-le-Jard à 9 km à vol d'oiseau, est de 11,6 °C et le cumul annuel moyen de précipitations est de 657,9 mm,. Pour l'avenir, les paramètres climatiques de la commune estimés pour 2050 selon différents scénarios d'émission de gaz à effet de serre sont consultables sur un site dédié publié par Météo-France en novembre 2022.

### Milieux naturels et biodiversité
L’inventaire des zones naturelles d'intérêt écologique, faunistique et floristique (ZNIEFF) a pour objectif de réaliser une couverture des zones les plus intéressantes sur le plan écologique, essentiellement dans la perspective d’améliorer la connaissance du patrimoine naturel national et de fournir aux différents décideurs un outil d’aide à la prise en compte de l’environnement dans l’aménagement du territoire.
Le territoire communal de Sivry-Courtry comprend une ZNIEFF de type 1,,, 
le « Buisson de Massoury » (559,54 ha), couvrant 5 communes du département.
, et une ZNIEFF de type 2,, 
le « Buisson de Massoury » (1 261,51 ha), couvrant 5 communes du département.

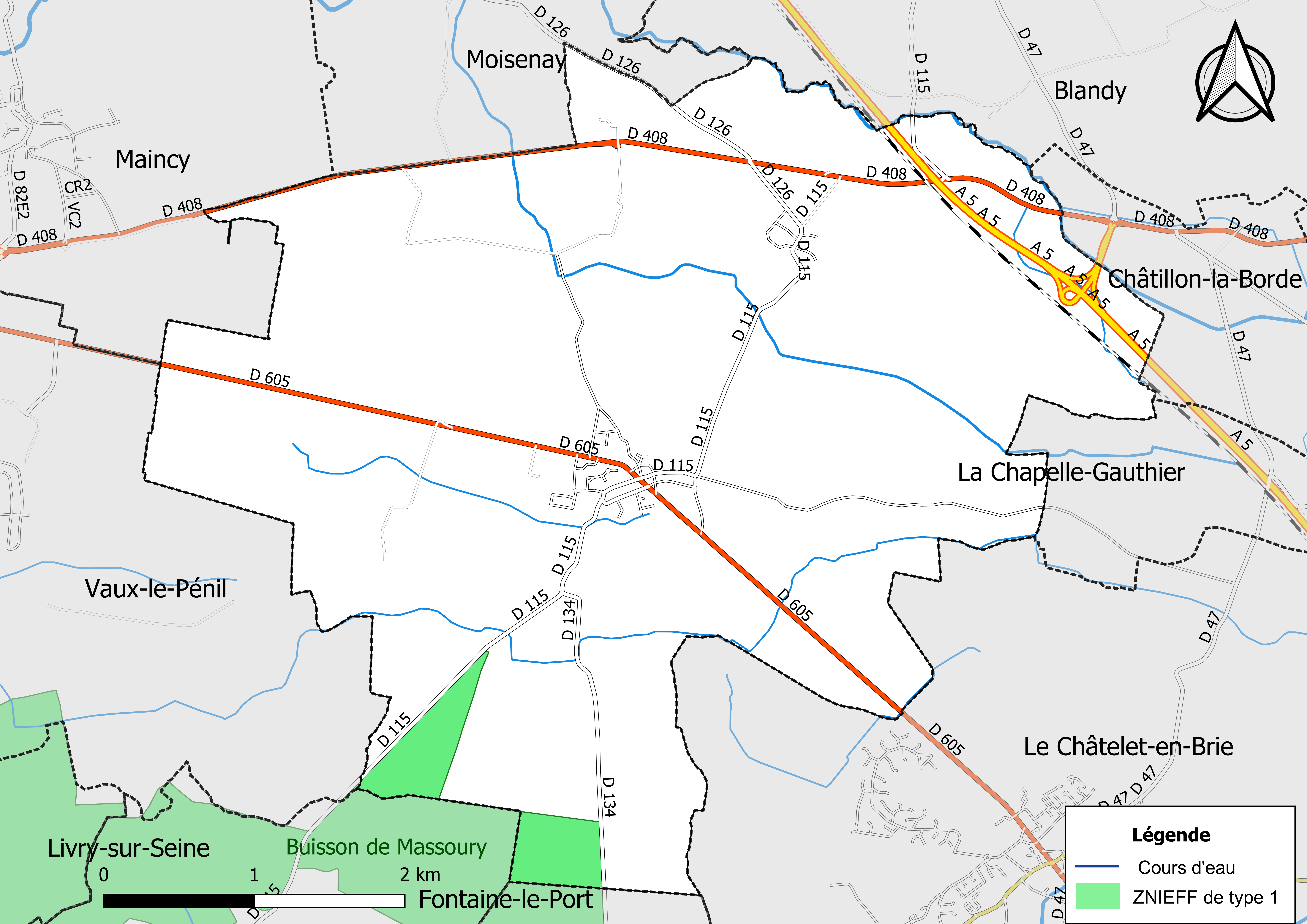
Carte des ZNIEFF de type 1 de la commune.
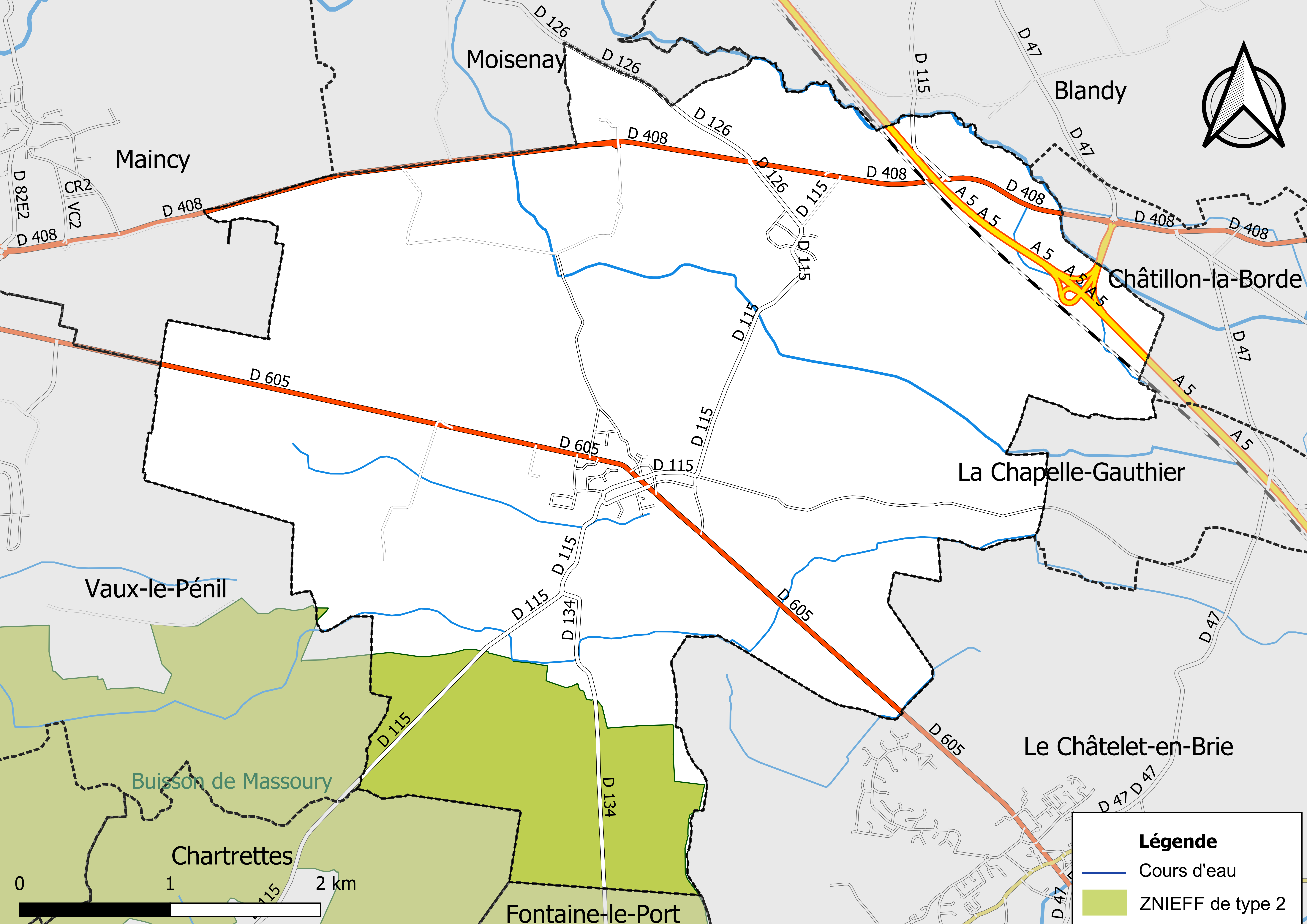
Carte des ZNIEFF de type 2 de la commune.

## Urbanisme

### Typologie
Au 1er janvier 2024, Sivry-Courtry est catégorisée bourg rural, selon la nouvelle grille communale de densité à sept niveaux définie par l'Insee en 2022.
Elle est située hors unité urbaine. Par ailleurs la commune fait partie de l'aire d'attraction de Paris, dont elle est une commune de la couronne,. Cette aire regroupe 1 929 communes,.

### Lieux-dits et écarts
La commune compte 89 lieux-dits administratifs répertoriés consultables ici dont les Granges.

### Occupation des sols
L'occupation des sols de la commune, telle qu'elle ressort de la base de données européenne d’occupation biophysique des sols Corine Land Cover (CLC), est marquée par l'importance des territoires agricoles (69 % en 2018), en diminution par rapport à 1990 (70,2 %). La répartition détaillée en 2018 est la suivante : 
terres arables (68,6 %), forêts (25,2 %), milieux à végétation arbustive et/ou herbacée (3,3 %), zones urbanisées (2,5 %), zones agricoles hétérogènes (0,4 %).
Parallèlement, L'Institut Paris Région, agence d'urbanisme de la région Île-de-France, a mis en place un inventaire numérique de l'occupation du sol de l'Île-de-France, dénommé le MOS (Mode d'occupation du sol), actualisé régulièrement depuis sa première édition en 1982. Réalisé à partir de photos aériennes, le Mos distingue les espaces naturels, agricoles et forestiers mais aussi les espaces urbains (habitat, infrastructures, équipements, activités économiques, etc.) selon une classification pouvant aller jusqu'à 81 postes, différente de celle de Corine Land Cover,,. L'Institut met également à disposition des outils permettant de visualiser par photo aérienne l'évolution de l'occupation des sols de la commune entre 1949 et 2018.

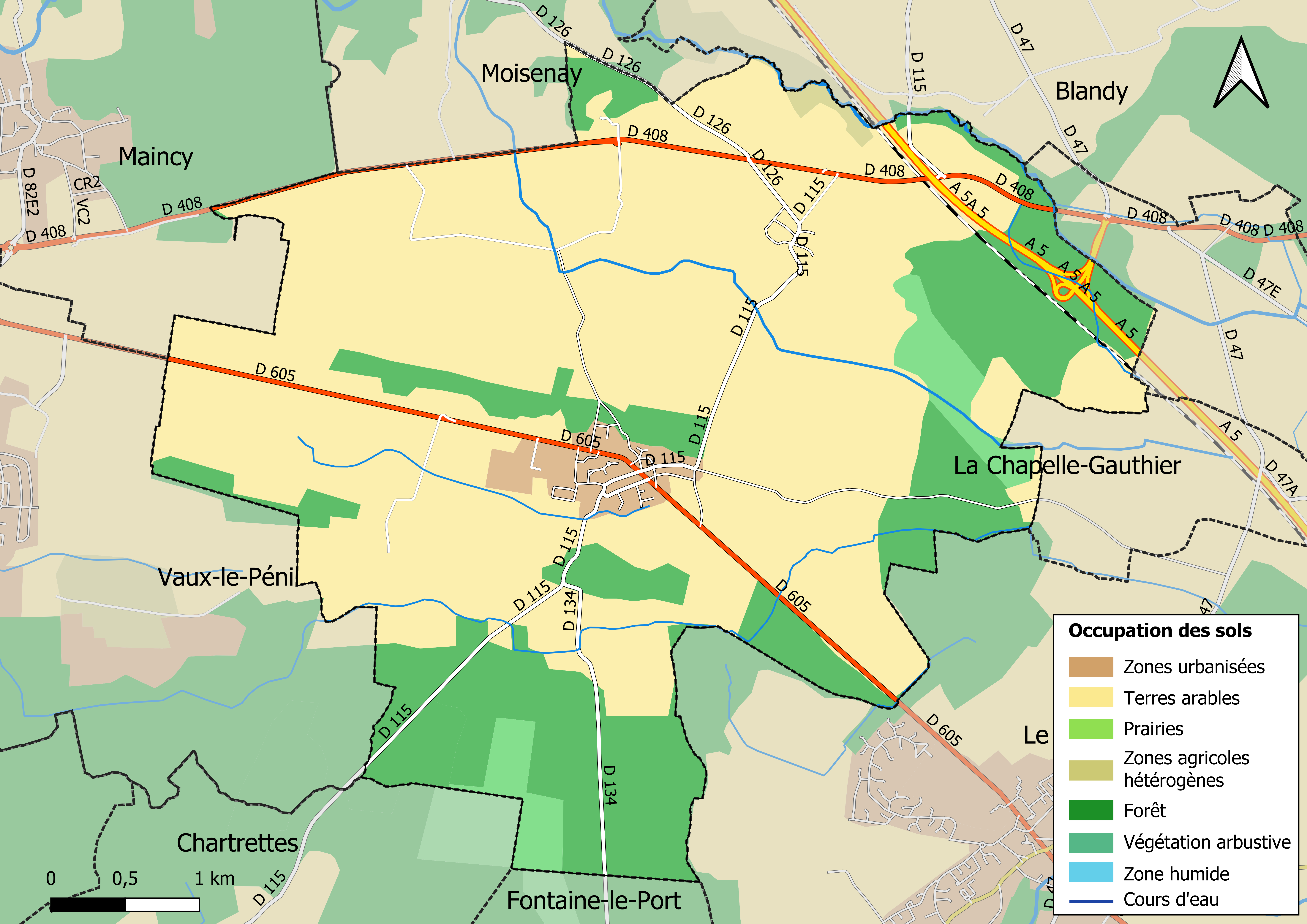
Carte des infrastructures et de l'occupation des sols en 2018 (CLC) de la commune.
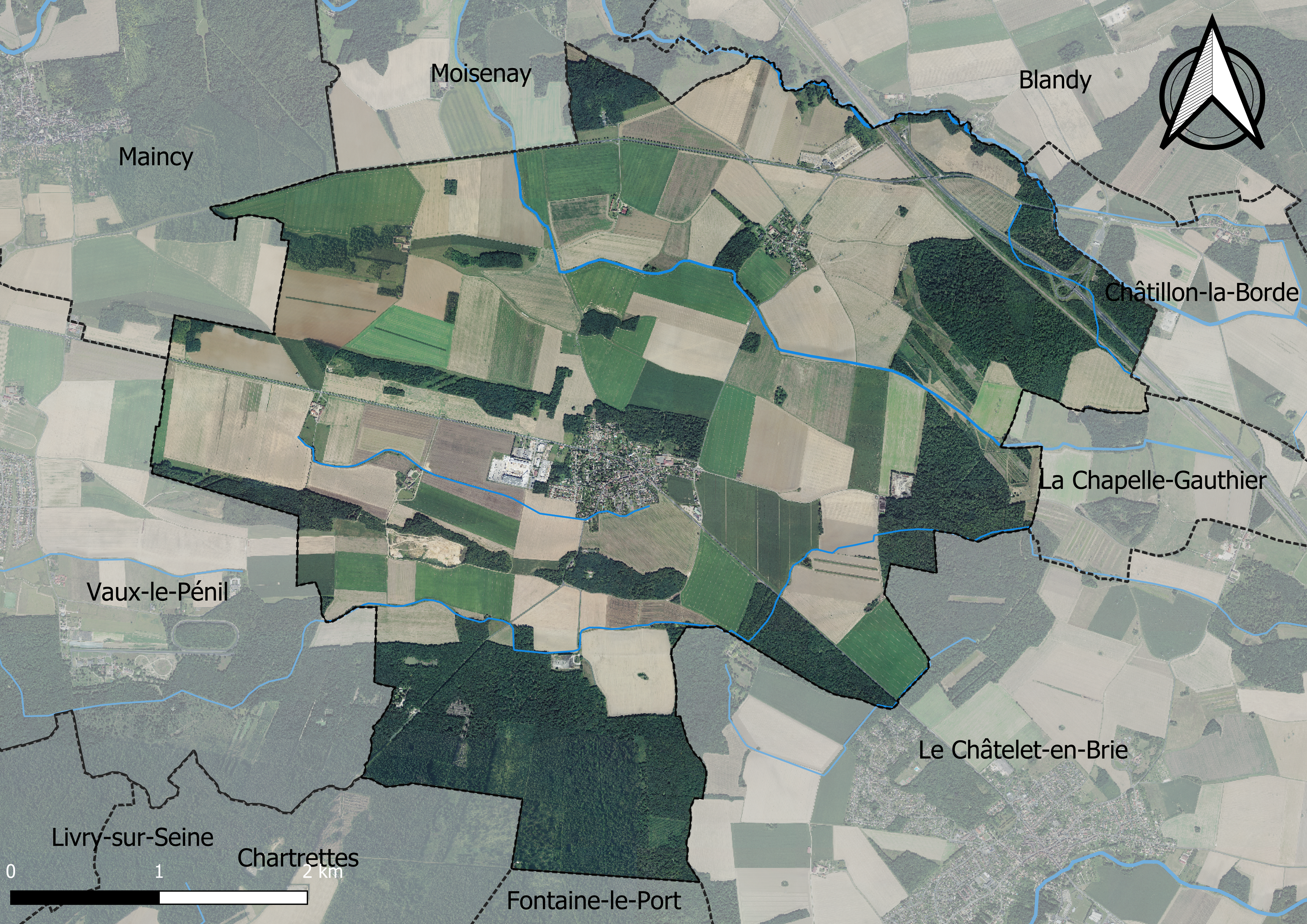
Carte orhophotogrammétrique de la commune.

### Planification
La commune, en 2019, avait engagé l'élaboration d'un plan local d'urbanisme. Un plan local d'urbanisme intercommunal couvrant le territoire de la communauté de communes de la Bassée - Montois était en élaboration,.

### Logement
En 2017, le nombre total de logements dans la commune était de 489 dont 95,3 % de maisons (maisons de ville, corps de ferme, pavillons, etc.) et 4,5 % d'appartements.
Parmi ces logements, 94,3 % étaient des résidences principales, 2,9 % des résidences secondaires et 2,7 % des logements vacants.
La part des ménages fiscaux propriétaires de leur résidence principale s'élevait à 87 % contre 10,9 % de locataires dont, 0,5 % de logements HLM loués vides (logements sociaux) et, 2,1 % logés gratuitement.

### Voies de communication et transports

#### Voies de communication
On accède à la commune par la D 605, du Chatelet-en-Brie au sud-est à 3,8 km et Melun (centre) à l’ouest  à 7,7 km.
De Paris, on accède à Sivry-Courtry par l’autoroute A5, sortie No 16 (à  7,5 km du centre du bourg).

#### Transports
La commune est desservie par les lignes du réseau de bus Fontainebleau - Moret :
- No 41 (Melun – Montereau-Fault-Yonne) ;
- No 43 (Sivry-Courtry – Fontainebleau) ;
- No 45 (Chartrettes – Fontainebleau).

Par la ligne du réseau de bus Pays de Montereau :
- No 46 (Montereau-Fault-Yonne – Melun).

## Toponymie
Dans les réunions de villages, le cas de Sivry-Courtry qui a beaucoup évolué depuis la Révolution : la commune de Courtry-les-Granges a été créée en 1791 par fusion des paroisses de Courtry, d'Ailly, et de Milly-les-Granges ; puis en 1842, elle a été réunie par ordonnance royale à celle de Sivry.
Sivry est mentionné sous les formes Siveriacum en 1230 ; Chivry en Brie en 1367 ; Syvriacum au XVIe siècle ; Civry en 1604 ; Sivry en Brie en 1610 ; Civry en 1669 (dans le ressort du bailliage de Melun) ; Sivry-Courtry en 1842.
Courtry est mentionné sous les formes Curtiriacum en 1201 ; Ecclesia de Cortery vers 1205 ; Corteri au XIIIe siècle ; Courtery en 1466 ; Courteri en 1467 ; Courtery en France vers 1540 ; Courtry en France en 1549 ; Courthery en 1549 ; Courtery près Monjay en 1642.

## Histoire
Courtry
Siège d'une seigneurie, qui avait en son centre la maison forte des Granges, paroisse de Milly. Elle dépendait de la châtellenie de Melun (voir : Maison de Melun et vicomtes de Melun). Elle se présentait sous la forme d'un logis quadrangulaire cerné de douves. Au XIVe siècle, elle est décrite comme comprenant : « une pièce d'eau des granges et bâtiments, un colombier, une chapelle (consacré à saint Jean) et un parc d'environ 37 arpents, une garenne ». Vers 1750, la maison forte ainsi que la chapelle sont en ruines.

## Politique et administration

### Liste des maires
| Période                                  | Période   | Identité          | Étiquette | Qualité       |
| ---------------------------------------- | --------- | ----------------- | --------- | ------------- |
| Les données manquantes sont à compléter. |           |                   |           |               |
| 1932                                     | 1944      | M. Courvoisier    |           |               |
| mars 1965                                | mars 1983 | Anita Charvet     |           |               |
| mars 1983                                | mars 2008 | Jean-Pierre Radet |           | Hydrogéologue |
| 2008                                     | 2020      | Maryline Laporte  | DVD       |               |
| mars 2020                                | En cours  | Aline Hellias     |           |               |

## Équipements et services

### Eau et assainissement
L’organisation de la distribution de l’eau potable, de la collecte et du traitement des eaux usées et pluviales relève des communes. La loi NOTRe de 2015 a accru le rôle des EPCI à fiscalité propre en leur transférant cette compétence. Ce transfert devait en principe être effectif au 1er janvier 2020, mais la loi Ferrand-Fesneau du 3 août 2018 a introduit la possibilité d’un report de ce transfert au 1er janvier 2026,.

#### Assainissement des eaux usées
En 2020, la gestion du service d'assainissement collectif de la commune de Sivry-Courtry est assurée par la communauté de communes Brie des Rivières et Châteaux (CCBRC) pour la collecte, le transport et la dépollution. Ce service est géré en délégation par une entreprise privée, dont le contrat arrive à échéance le 31 juillet 2022,,.
L’assainissement non collectif (ANC) désigne les installations individuelles de traitement des eaux domestiques qui ne sont pas desservies par un réseau public de collecte des eaux usées et qui doivent en conséquence traiter elles-mêmes leurs eaux usées avant de les rejeter dans le milieu naturel. La communauté de communes Brie des Rivières et Châteaux (CCBRC) assure pour le compte de la commune le service public d'assainissement non collectif (SPANC), qui a pour mission de vérifier la bonne exécution des travaux de réalisation et de réhabilitation, ainsi que le bon fonctionnement et l’entretien des installations. Cette prestation est déléguée à l'entreprise Veolia, dont le contrat arrive à échéance le 31 juillet 2022,.

#### Eau potable
En 2020, l'alimentation en eau potable est assurée par la communauté de communes Brie des Rivières et Châteaux (CCBRC) qui en a délégué la gestion à l'entreprise Veolia, dont le contrat expire le 1er décembre 2024,.

## Population et société

### Démographie
L'évolution du nombre d'habitants est connue à travers les recensements de la population effectués dans la commune depuis 1793. Pour les communes de moins de 10 000 habitants, une enquête de recensement portant sur toute la population est réalisée tous les cinq ans, les populations de référence des années intermédiaires étant quant à elles estimées par interpolation ou extrapolation. Pour la commune, le premier recensement exhaustif entrant dans le cadre du nouveau dispositif a été réalisé en 2004.

En 2022, la commune comptait 1 108 habitants, en évolution de −10,86 % par rapport à 2016 (Seine-et-Marne : +3,92 %, France hors Mayotte : +2,11 %).
| 1793 | 1800 | 1806 | 1821 | 1831 | 1836 | 1841 | 1846 | 1851 |
| ---- | ---- | ---- | ---- | ---- | ---- | ---- | ---- | ---- |
| 325  | 383  | 328  | 355  | 343  | 356  | 548  | 554  | 574  |

| 1856 | 1861 | 1866 | 1872 | 1876 | 1881 | 1886 | 1891 | 1896 |
| ---- | ---- | ---- | ---- | ---- | ---- | ---- | ---- | ---- |
| 607  | 581  | 582  | 614  | 594  | 586  | 538  | 547  | 545  |

| 1901 | 1906 | 1911 | 1921 | 1926 | 1931 | 1936 | 1946 | 1954 |
| ---- | ---- | ---- | ---- | ---- | ---- | ---- | ---- | ---- |
| 544  | 515  | 469  | 435  | 503  | 503  | 487  | 531  | 586  |

| 1962 | 1968 | 1975 | 1982 | 1990 | 1999 | 2004 | 2006 | 2009 |
| ---- | ---- | ---- | ---- | ---- | ---- | ---- | ---- | ---- |
| 517  | 466  | 622  | 690  | 809  | 982  | 991  | 992  | 975  |

| 2014  | 2019  | 2022  | - | - | - | - | - | - |
| ----- | ----- | ----- | - | - | - | - | - | - |
| 1 218 | 1 155 | 1 108 | - | - | - | - | - | - |

## Économie

### Revenus de la population et fiscalité
En 2017, le nombre de ménages fiscaux de la commune était de 425, représentant 1187 personnes et la  médiane du revenu disponible par unité de consommation  de 26 660 euros.

### Emploi
En 2017 , le nombre total d’emplois dans la zone était de 297, occupant 563 actifs  résidants.
Le taux d'activité de la population (actifs ayant un emploi) âgée de 15 à 64 ans s'élevait à 71,3 % contre un taux de chômage de 6,6 %.
Les 22,1 % d’inactifs se répartissent de la façon suivante : 11,4 % d’étudiants et stagiaires non rémunérés, 8,3 % de retraités ou préretraités et 2,3 % pour les autres inactifs.

### Entreprises et commerces
En 2018, le nombre d'établissements actifs était de 78 dont 7 dans l’industrie manufacturière, industries extractives et autres17 dans la construction, 22 dans le commerce de gros et de détail, transports, hébergement et restauration, 2 dans l’information et communication, 1 dans les activités financières et d'assurance, 5 dans les activités immobilières, 14 dans les activités spécialisées, scientifiques et techniques et activités de services administratifs et de soutien, 7 dans l’administration publique, enseignement, santé humaine et action sociale et 3  étaient relatifs aux autres activités de services.
En 2019,  14 entreprises ont été créées sur le territoire de la commune, dont 8 individuelles.
Au 1er janvier 2020, la commune ne disposait pas d’hôtel et de terrain de camping.

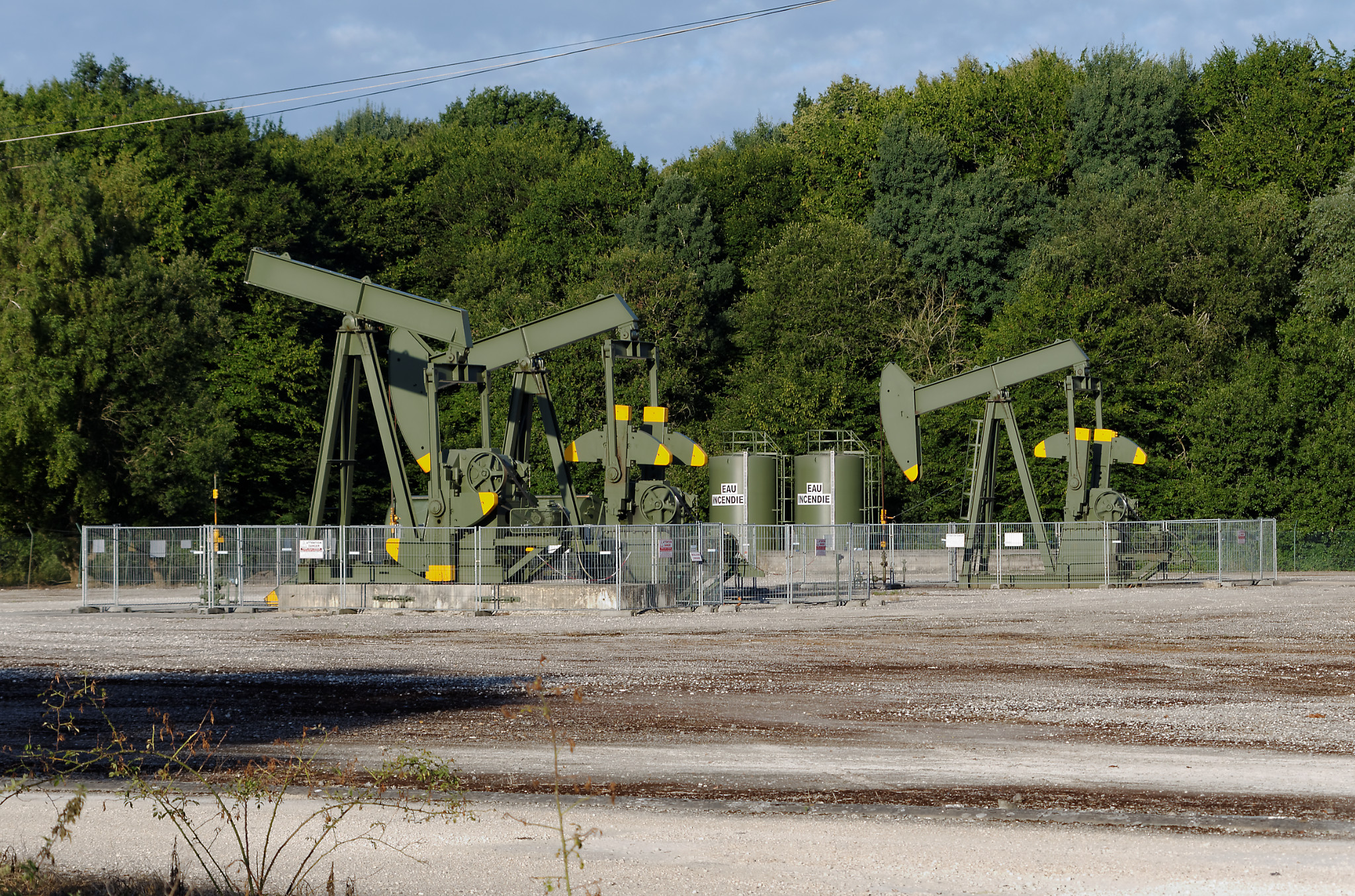
Station de pompage de pétrole à Sivry-Courtry en 2013.

### Agriculture
Sivry-Courtry est dans la petite région agricole dénommée la « Brie humide » (ou Brie de Melun), une partie de la Brie à l'est de Melun. En 2010, l'orientation technico-économique de l'agriculture sur la commune est la culture de céréales et d'oléoprotéagineux (COP).
Si la productivité agricole de la Seine-et-Marne se situe dans le peloton de tête des départements français, le département enregistre un double phénomène de disparition des terres cultivables (près de 2 000 ha par an dans les années 1980, moins dans les années 2000) et de réduction d'environ 30 % du nombre d'agriculteurs dans les années 2010. Cette tendance n'est pas confirmée au niveau de la commune qui voit le nombre d'exploitations rester constant entre 1988 et 2010. Parallèlement, la taille de ces exploitations diminue, passant de 189 ha en 1988 à 147 ha en 2010.
Le tableau ci-dessous présente les principales caractéristiques des exploitations agricoles de Sivry-Courtry, observées sur une période de 22 ans : 
|                                      | 1988  | 2000  | 2010  |
| ------------------------------------ | ----- | ----- | ----- |
| Dimension économique,                |       |       |       |
| Nombre d’exploitations (u)           | 8     | 7     | 8     |
| Travail (UTA)                        | 23    | 12    | 11    |
| Surface agricole utilisée (ha)       | 1 508 | 1 121 | 1 174 |
| Cultures                             |       |       |       |
| Terres labourables (ha)              | 1 501 | 1 117 | 1 169 |
| Céréales (ha)                        | 951   | 670   | 720   |
| dont blé tendre (ha)                 | 690   | 538   | 486   |
| dont maïs-grain et maïs-semence (ha) | 223   | s     | 73    |
| Tournesol (ha)                       | 185   | s     |       |
| Colza et navette (ha)                | s     | 59    | s     |
| Élevage                              |       |       |       |
| Cheptel (UGBTA)                      | 0     | 0     | 0     |

## Culture locale et patrimoine

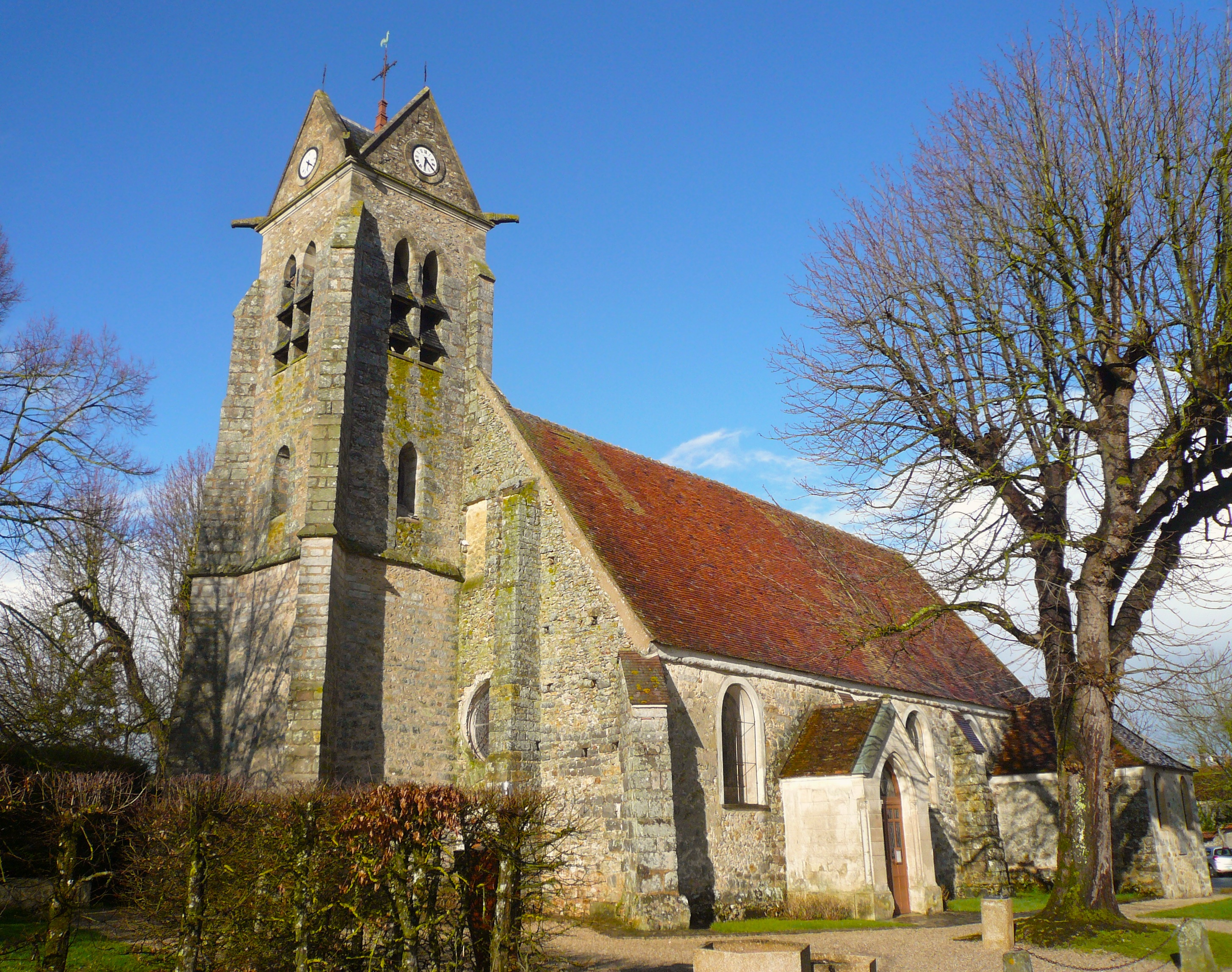
L'église Saint-Germain.

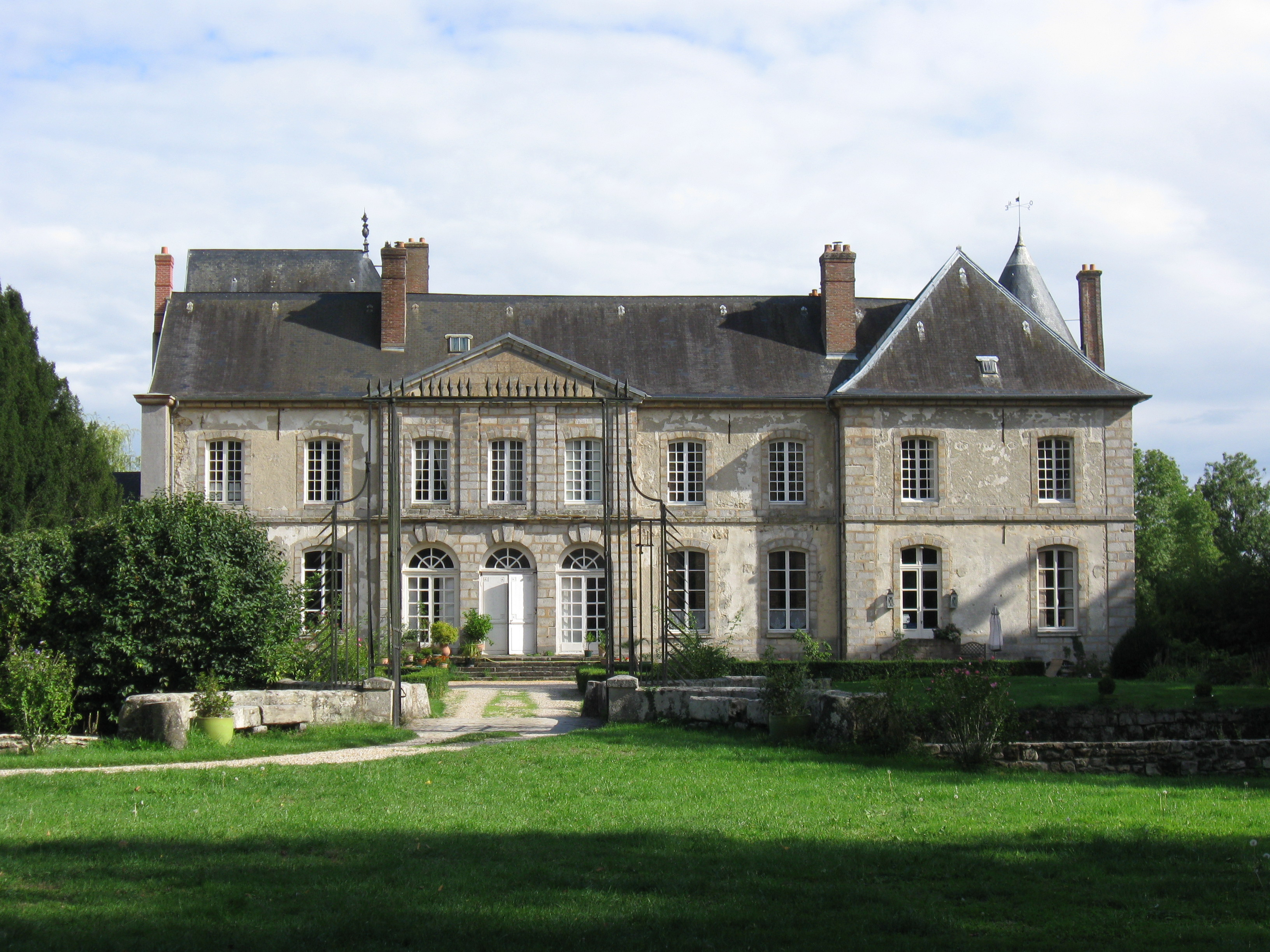
Le château de Courtry (façade nord-ouest).

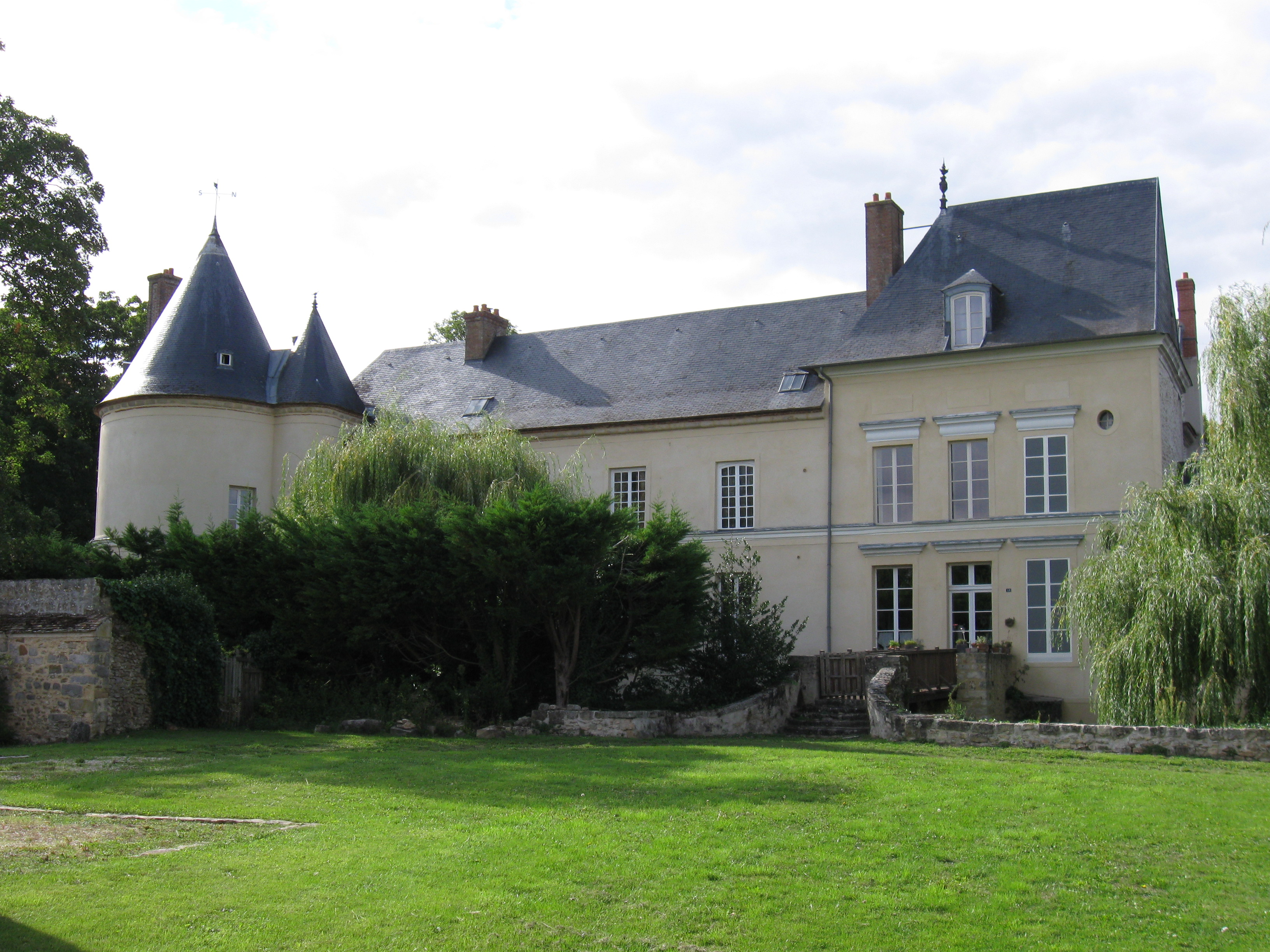
Le château de Courtry (façade sud-est).

### Lieux et monuments
- Église Saint-Germain de Sivry

Église Saint-Germain du XIVe siècle, restaurée en 1640, 1881 et 1983. En grès et pierre de pays, édifiée suivant un plan rectangulaire simple, sans bas-côté ni transept. Son clocher d'une hauteur de 22 m se termine par une couverture à base carrée à quatre pignons munis chacun d'une horloge, de gargouilles et d'une girouette-fanion.
- Château de Courtry

Façade nord-ouest du XVIIIe siècle, façade sud-est du XVIe siècle (inscrit MH en 1946).
- Chapelle de Courtry

Vestige de l'ancienne église Saint-Laurent des XIIe et XIIIe siècles. Restaurée au XVIIe siècle, l'édifice est grandement endommagé par un incendie en 1910. Seul le chœur est conservé.
- Monument à Louis Boiron

Étudiant vétérinaire originaire de la commune, Louis Boiron est tué le 21 mai 1910, au cours d'une mission militaire française s'appliquant à pacifier le territoire tchadien. Ce monument, élevé en son honneur par le conseil municipal, est financé par une souscription publique en 1911.
- Monument à Ernest B. Gaston

Élevé en l'honneur du pilote américain abattu par les Allemands retranchés dans le Bois-Louis, le 26 août 1944. Dessiné par le comte Charles de Pange, propriétaire de la ferme de Mimouche, il représente l'insigne américain symbolisant l'hélice et les ailes d'un avion.
- Cloche Marguerite

Cette cloche en bronze provient de l'ancienne église Saint-Laurent de Courtry (fondeurs : J. et L. Gaudiveau Montefait). Après l'incendie de 1910 qui entraîna la démolition du clocher, elle est posée à même le sol jusqu'en 1980, date à laquelle elle est transférée à la mairie de Sivry. Son nom de baptême est celui de sa marraine Marguerite de Villevault, Veuve de René Charles d'Escoubleau, marquis de Sourdis et seigneur de Courtry.
- Sépulture du comte César Gabriel de Choiseul, duc de Praslin et pair de France (1809-1887) dans le cimetière ancien de Sivry-Courtry. Propriétaire de la terre de Courtry (1777), de la vicomté de Melun, du château de Blandy-les-Tours (1764) et du domaine de Vaux-le-Vicomte. Marié à Georgina Schicklet, d'origine américaine, décédée en 1849.
- Château du Bois-Louis, parfois à tort considéré comme étant situé à Sivry-Courtry alors qu'il est au Châtelet-en-Brie près de la frontière communale.

### Personnalités liées à la commune
- Maurice Lagrenée (1893-1955), acteur et réalisateur de cinéma, y est né.
- Pierre Charles Petou-Desnoyers (1764-1838), général des armées de la République et de l'Empire, y est décédé.